# Samoklęski (gromada w powiecie lubartowskim)
Samoklęski – dawna gromada, czyli najmniejsza jednostka podziału terytorialnego Polskiej Rzeczypospolitej Ludowej w latach 1954–1972.
Gromady, z gromadzkimi radami narodowymi (GRN) jako organami władzy najniższego stopnia na wsi, funkcjonowały od reformy reorganizującej administrację wiejską przeprowadzonej jesienią 1954 do momentu ich zniesienia z dniem 1 stycznia 1973, tym samym wypierając organizację gminną w latach 1954–1972.
Gromadę Łucka z siedzibą GRN w Samoklęskach utworzono – jako jedną z 8759 gromad na obszarze Polski – w powiecie lubartowskim w woj. lubelskim na mocy uchwały nr 11 WRN w Lublinie z dnia 5 października 1954. W skład jednostki weszły obszary dotychczasowych gromad Samoklęski, Samoklęski Ośrodek, Samoklęski kol., Amelin, Bratnik, Rudka Gołębska i Syry ze zniesionej gminy Samoklęski oraz obszar dotychczasowej gromady Kierzkówka kol. ze zniesionej gminy Kamionka w tymże powiecie. Dla gromady ustalono 20 członków gromadzkiej rady narodowej.
1 stycznia 1960 do gromady Samoklęski włączono obszar zniesionej gromady Starościn (wieś Starościn, kolonie Starościn, Milin i Okrągłe oraz wsie Kruk, Zofia, Biadaczka, Wólka Krasienińska i Dąbrówka) oraz wieś Stanisławów Duży, kolonię Justynów, wieś Michałówka i kolonię Stanisławów Mały ze zniesionej gromady Wypnicha w tymże powiecie.
Gromada przetrwała do końca 1972 roku, czyli do kolejnej reformy gminnej.